# Elecciones generales de Venezuela de 1963
Las elecciones generales de Venezuela de 1963 se celebraron el domingo 1 de diciembre de 1963 para dirimir al sucesor del presidente Rómulo Betancourt, dirigente de Acción Democrática e inaugurador de la etapa histórica y política venezolana, así como la renovación de los demás poderes públicos del país. En estos comicios resultó ganador Raúl Leoni.

## Candidatos

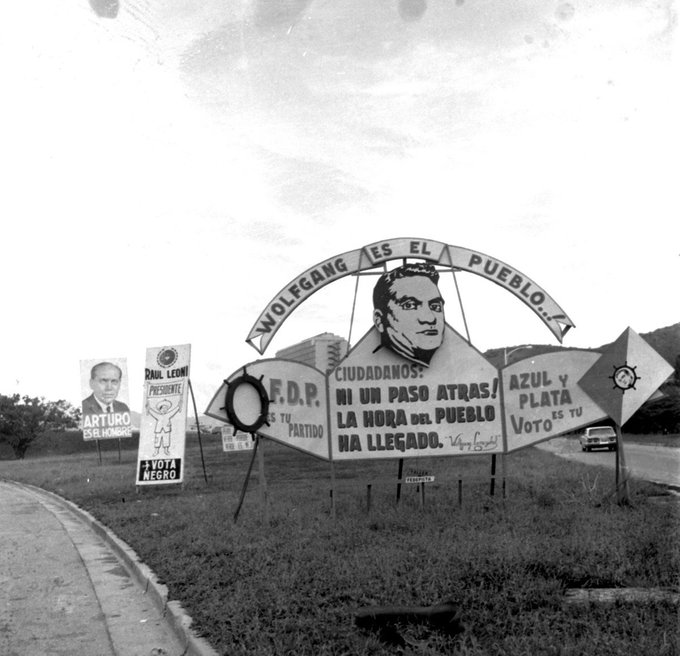
Pancartas en las elecciones generales de Venezuela de 1963.

Se presentaron siete candidatos para disputarse el cargo de Presidente de Venezuela:
- Raúl Leoni, de Acción Democrática (AD). Abogado, político y masón. Exdiputado del Congreso Nacional. Apoyado por todas las fuerzas pro gobierno.
- Rafael Caldera, de COPEI. Abogado, sociólogo, escritor, orador y político. Aspirante por tercera vez a la Presidencia de la República. Apoyado por los simpatizantes de la democracia cristiana.
- Jóvito Villalba, de la Unión Republicana Democrática (URD). Político. Apoyado por parte de la oposición al gobierno de Rómulo Betancourt.
- Arturo Uslar Pietri de Independientes Pro-Frente Nacional (IPFN). Intelectual, escritor, político, periodista, productor de televisión y profesor. Ministro de Educación bajo el gobierno de Eleazar López Contreras y Ministro de Relaciones Interiores bajo el gobierno de Isaías Medina Angarita. Apoyado por los independientes, parte de los derechistas, izquierdistas no abstencionistas y por los simpatizantes de Medina Angarita.
- Wolfgang Larrazábal, de la Fuerza Democrática Popular (FDP). Militar y político. Presidente de la Junta Provisional de Gobierno durante 1958. Aspirante por segunda vez a la Presidencia. Apoyado por los disidentes de URD.
- Raúl Ramos Giménez, del AD-Oposición. Apoyado por los disidentes del partido de gobierno, Acción Democrática.
- Germán Borregales, del Movimiento de Acción Nacional (MAN). Periodista, escritor y político. Apoyado por los seguidores de la extrema derecha.

## Historia

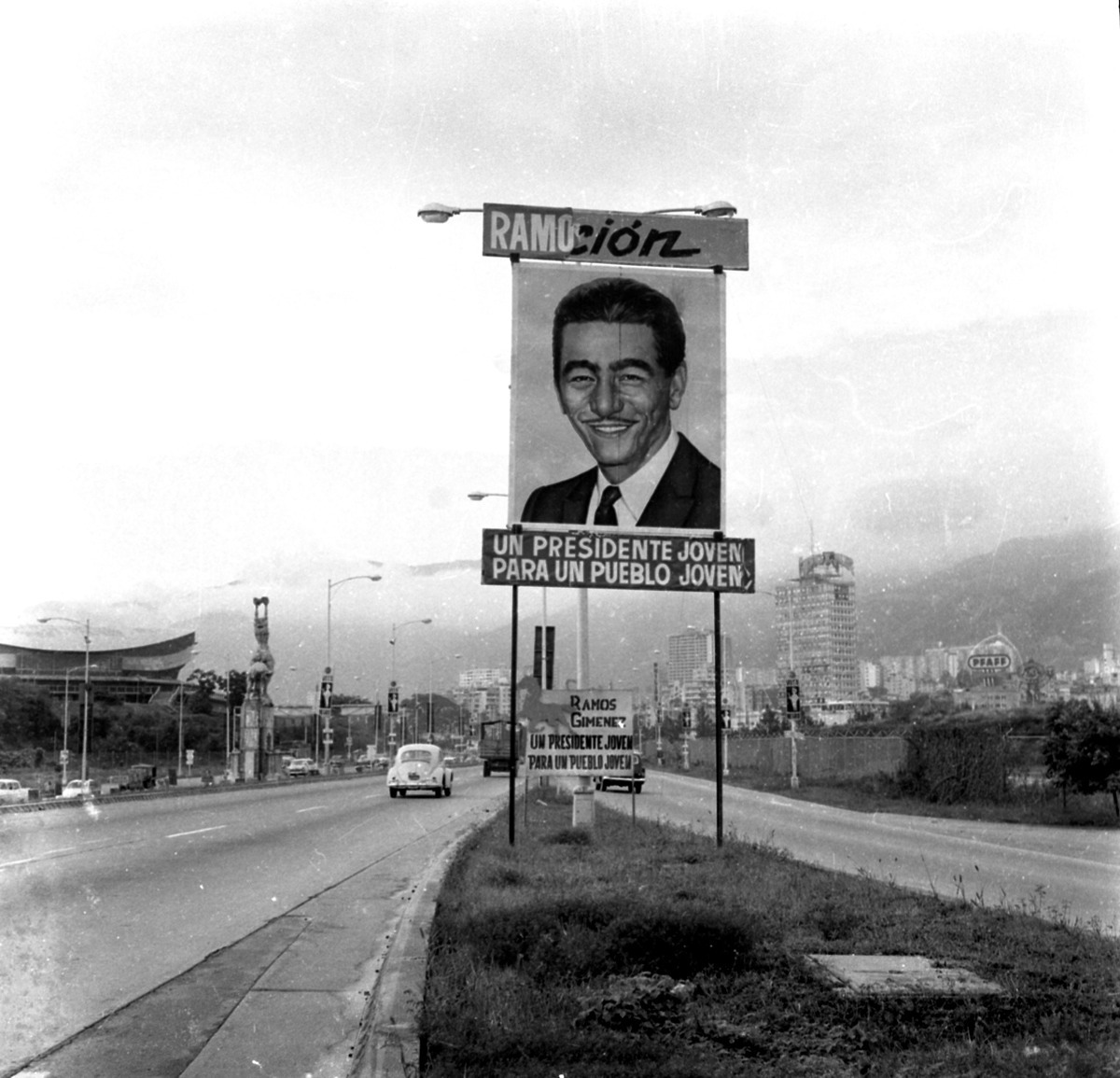
Pancarta de Raúl Ramos Giménez en 1963.

Para estas elecciones, había cambiado notoriamente el panorama político y electoral de Venezuela, por una parte, no se había desarrollado como tal el bipartidismo; Acción Democrática (AD), se había dividido en 1960 y 1962, formando, respectivamente,  el Movimiento de Izquierda Revolucionaria (MIR) y AD-Oposición (luego PRIN), que postuló a otro candidato desprendido de AD; la izquierda comunista se abstiene de participar en toda elección y recurre a la lucha armada; Unión Republicana Democrática (URD) se había separado en 1960 del Pacto de Puntofijo y por último, aparecen dos nuevos grupos políticos con importante fuerza en el país, el IPFN (luego FND) y la Fuerza Democrática Popular (FDP).

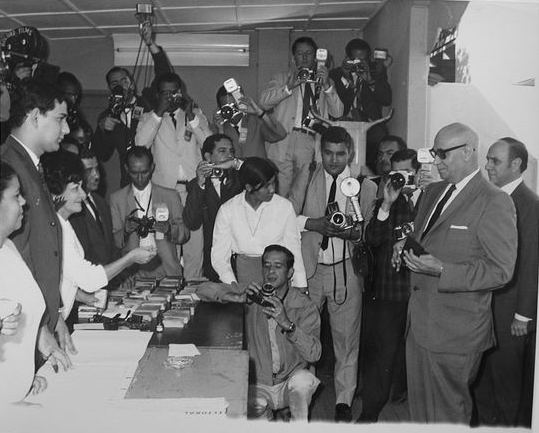
Raúl Leoni votando.

Las elecciones se dieron con normalidad a pesar de las amenazas de las guerrillas de extrema izquierda. En campaña Raúl Leoni prometió acabar con el sectarismo y el partidismo que caracterizó al Trienio Adeco, y a su vez prometió mano dura contra los grupos guerrilleros de extrema izquierda financiados por el gobierno de Fidel Castro.[cita requerida]

## Resultados en las elecciones presidenciales
|  | 32,81 % |

|  | 20,19 % |

|  | 17,51 % |

|  | 0,83 % |

|  | 0,55 % |

|  | 18,89 % |

|  | 16.08 % |

|  | 9.43 % |

|  | 2.29 % |

|  | 0,32 % |

|  | 93,93 % |

|  | 6,07 % |

|  | 100.00 % |

|  | 92.21 % |

|  | 7,79 % |

|  | 100.00 % |

## Elecciones parlamentarias

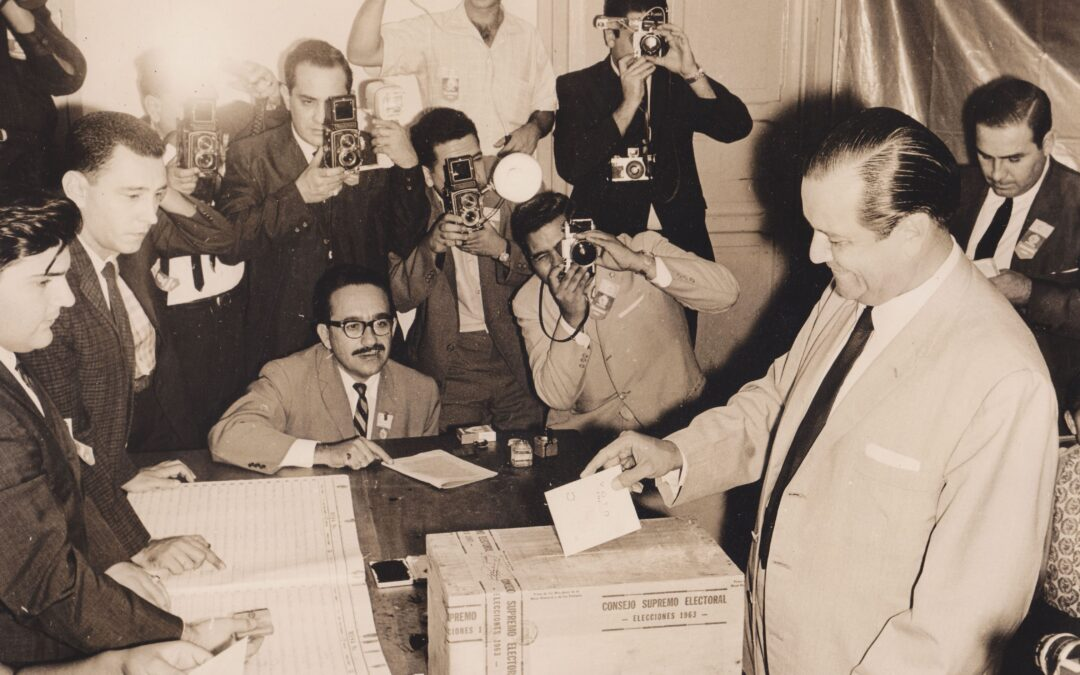
Rafael Caldera votando.

Las elecciones parlamentarias de Venezuela de 1963 se realizaron el 1 de diciembre del mencionado año, junto con las elecciones presidenciales, para renovar el Congreso de la República de Venezuela, siendo la primera vez que un Congreso democráticamente electo finalizaba su legislatura con éxito. Al igual que en las presidenciales, Acción Democrática (AD) obtuvo una estrecha victoria pero perdió la mayoría absoluta en la Cámara de Diputados, ocupando 66 de las 179 bancas. El partido socialcristiano Copei obtuvo el segundo lugar con el 20.82% de los votos y 39 escaños, desplazando del papel de principal opositor a la Unión Republicana Democrática (URD), que obtuvo el 17.38% de los votos y 29 diputados. En el Senado, AD también perdió por dos escaños la mayoría legislativa, pero siguió siendo la fuerza política con más bancas.

## Resultados
Según el CSE, la abstención fue del 7,79% del electorado; y los resultados fueron:
| Partidos                                    | Votos     | %    | Diputados | Diputados | Senadores | Senadores |
| Partidos                                    | Votos     | %    | Escaños   | +/-       | Escaños   | +/-       |
| ------------------------------------------- | --------- | ---- | --------- | --------- | --------- | --------- |
| Acción Democrática                          | 936 124   | 32.7 | 66        | -7        | 22        | -10       |
| Copei                                       | 595 697   | 20.8 | 39        | +19       | 8         | +2        |
| Unión Republicana Democrática               | 497 454   | 17.4 | 29        | -5        | 7         | -4        |
| Independientes pro-Frente Nacional          | 381 600   | 13.3 | 22        | Nuevo     | 5         | Nuevo     |
| Fuerza Democrática Popular                  | 274 096   | 9.6  | 16        | Nuevo     | 4         | Nuevo     |
| Acción Democrática - Oposición              | 93 494    | 3.3  | 5         | Nuevo     | 1         | Nuevo     |
| Partido Socialista de Venezuela             | 24 670    | 0.9  | 1         | +1        | 0         | 0         |
| Movimiento Electoral Nacional Independiente | 18 510    | 0.6  | 1         | +1        | 0         | 0         |
| Movimiento de Acción Nacional               | 15 746    | 0.6  | 0         | Nuevo     | 0         | Nuevo     |
| Partido Nacional Auténtico                  | 14 555    | 0.5  | 0         | Nuevo     | 0         | Nuevo     |
| Grupo Electoral de la Cruzada Popular       | 4230      | 0.1  | 0         | Nuevo     | 0         | Nuevo     |
| Votos en blanco/anulados                    | 197 708   | –    | –         | –         | –         | –         |
| Total                                       | 3 059 434 | 100  | 179       | +47       | 47        | -4        |
| Fuente: Nohlen                              |           |      |           |           |           |           |